# Koppies
Koppies este un oraș din Africa de Sud.